# Tol'able David
Tol'able David is een Amerikaanse dramafilm uit 1921 onder regie van Henry King. De film werd destijds in Nederland uitgebracht onder de titel Brute krachten.

## Verhaal
David Kinemon is een rustige jongeman, die is opgegroeid in de bergen van Virginia. Hij moet zijn broer vervangen als postbode. Doordat de gebroeders Hatburn hem op de hielen zitten, komt hij er al snel achter dat diens baan niet simpel is.

## Rolverdeling
| Acteur              | Personage      |
| ------------------- | -------------- |
| Richard Barthelmess | David Kinemon  |
| Gladys Hulette      | Esther Hatburn |
| Walter P. Lewis     | Iscah Hatburn  |
| Ernest Torrence     | Luke Hatburn   |
| Ralph Yearsley      | Saul Hatburn   |
| Forrest Robinson    | Opa Hatburn    |
| Laurence Eddinger   | John Gault     |
| Edmund Gurney       | Hunter Kinemon |
| Warner Richmond     | Allen Kinemon  |
| Marion Abbott       | Moeder Kinemon |
| Patterson Dial      | Rose Kinemon   |
| Henry Hallam        | Arts           |